# Маячинский сельсовет
Мая́чинский сельсове́т (баш. Маячный ауыл советы) (с 1954 года по 2004 год — Маячный поселковый совет, Маячинский поссовет) — упразднённое внутригородское муниципальное образование в Башкортостане Российской Федерации. Входит в городской округ город Кумертау.
Почтовый индекс: 453316. Код ОКАТО: 80423804000.

## Состав сельсовета
- село Маячный

Ранее (до декабря 2004) входила деревня Николаевка.

## Население
| 1959 | 1970  | 1979  | 1989  | 2002  | 2010  |
| ---- | ----- | ----- | ----- | ----- | ----- |
| 5058 | ↘4208 | ↗4266 | ↘3420 | ↗3499 | ↘3075 |

## Промышленность
ОАО «Завод „Нефтехиммаш“», Маячный угольный разрез.

## Образование
На территории совета построена школа № 8, школа-интернат № 1 для детей-сирот, психоневрологический интернат, детские сады.

## История
1954 год
Постановление Президиума Верховного Совета Башкирской АССР от 27 ноября 1954 г. №д 6-3/106, Пункт 1.

Отнести населенный пункт Маячный города Кумертау к категории рабочих поселков, присвоив ему наименование Маячный.
Пункт 2.Во вновь образованном рабочем поселке образовать поселковый Совет депутатов трудящихся с подчинением Кумертаускому городскому Совету депутатов трудящихся.
— http://www.admkumertau.ru/ru/все-новости/новости/430-путеводитель-по-фондам-«муниципальное-образование-маячинский-поссовет-и-администрация-п-маячный»
1977 год
В соответствии с Конституцией 1977 года поселковый совет стал называться Маячинский поселковый Совет народных депутатов. На территории Маячного поселкового Совета расположены поселок Маячный, деревня Николаевка.
2004 год
Закон Республики Башкортостан от 17 декабря 2004 года № 125-з «Об изменениях в административно-территориальном устройстве Республики Башкортостан, изменениях границ и преобразованиях муниципальных образований в Республике Башкортостан»
статья 1, пункт 138. 

Объединить рабочий поселок Маячный города Кумертау и деревню Николаевка города Кумертау в единый населенный пункт — рабочий поселок с сохранением наименования Маячный, исключив деревню Николаевка из учётных данных.

Отнести рабочий поселок Маячный Маячинского поссовета города Кумертау к категории сельского населенного пункта, установив тип поселения — село. Отнести Маячинский поссовет к категории сельсовета с сохранением наименования «Маячинский»
Упразднен с 1 января 2006 года.
2007 год
Постановлением Правительства Республики Башкортостан от 26.10.2007 г. № 307 в Реестр административно-территориальных единиц и населенных пунктов Республики Башкортостан внесены административно-территориальные единицы Маячинский сельсовет и Подгорный сельсовет.